# 国民体力法
国民体力法（こくみんたいりょくほう、旧字体：國民體力法、昭和15年4月8日法律第105号）は、1940年（昭和15年）4月8日に公布され、同年9月26日に施行された日本の法律。
「未成年者の体力向上と結核予防」を目指したものとされ、この法を根拠として、満17歳から19歳（1942年改正後は25歳）までの男子を対象に、毎年の身体・体力検査、結核を重視した検診が実施されるようになった。
1942年の改正では、乳幼児を対象とした体力検査と保健指導が導入され、乳幼児体力手帳制度が設けられた。
厚生省関係法令の整理に関する法律（昭和29年6月1日法律第136号）により廃止された。

## 背景
1934年から1938年にかけて陸軍医務局長であった小泉親彦は、徴兵検査の結果に見受けられたとされる「壮丁の体位低下」など「国民保健衛生」問題に取り組むべく、独立した「衛生省」の新設を主張して各方面に働きかけ、陸軍大臣だった寺内寿一を動かし、1938年の厚生省の設置を実現させた。厚生省は、「国民体力管理制度」の制定を検討すべく、1938年に調査会を立ち上げた。1939年末には「国民体力管理法案」が取りまとめられ、翌1940年の第75帝国議会に提案された後、法案の名称から「管理」の文言を除去するなどの修正が施されて、可決、公布された。